# Abdelwahab Lahmar
Abdelwahab Lahmar (عبد الوهاب الأحمر), né le 27 mars 1944, est un joueur et entraîneur de football tunisien. Après une carrière de footballeur, il s'est orienté vers celle d'entraîneur qu'il a surtout exercée à El Gawafel sportives de Gafsa et au Stade tunisien, auquel il continue de rendre service chaque fois qu'on fait appel à ses services au niveau de la direction technique et dans les catégories des jeunes.

## Biographie
Né en 1944, il entame sa carrière chez les jeunes de la Jeunesse sportive métouienne avant de rejoindre le Stade tunisien en 1961. Il s'impose rapidement comme attaquant et meneur de jeu, ce qui lui permet de rejoindre la sélection nationale, de remporter deux titres avec son équipe ainsi que celui de meilleur buteur du championnat en 1967. Il est recruté alors par l'équipe algérienne de l'Union sportive musulmane Bel-Abbès. À son retour en Tunisie, il revient pour une année à son club, mais la carrière d'entraîneur l'attire davantage et il l'entame comme entraîneur-joueur à El Gawafel sportives de Gafsa. Il a l'occasion d'entraîner l'équipe seniors du Stade tunisien à maintes reprises.

## Parcours
- Joueur :
  - 1959-1960 : Jeunesse sportive métouienne
  - 1960-1967 : Stade tunisien
  - 1967-1969 : Union sportive musulmane Bel-Abbès
  - 1969-1970 : Stade tunisien
  - 1970-1972 : El Gawafel sportives de Gafsa
- Entraîneur :
  - 1970-1973 : El Gawafel sportives de Gafsa
  - 1973 : Club medjezien
  - 1976-1978 : El Gawafel sportives de Gafsa
  - 1981-1982 : Étoile sportive radésienne
  - 1983 : El Gawafel sportives de Gafsa
  - 1989 : Stade tunisien (en remplacement de Asparuh Nikodimov)
  - 1995 : Stade tunisien (en remplacement d'Amor Dhib)
  - 1998 : Stade tunisien (en remplacement d'Abdelhamid Zouba)

## Palmarès
- Vainqueur du championnat de Tunisie en 1965 ;
- Vainqueur de la coupe de Tunisie en 1966 ;
- Vainqueur de la coupe Hédi Chaker en 1964 ;
- Meilleur buteur du championnat tunisien en 1967 (quatorze buts).

## Statistiques

### Stade tunisien
- 119 matchs, 43 buts en championnat
- 18 matchs, 6 buts en coupe

### El Gawafel sportives de Gafsa
- 1 but en coupe, contre l'Espérance sportive de Tunis, en 1972

### Sélection nationale
- 11 sélections, 1 but marqué contre l'Éthiopie le 12 novembre 1965[2]

## Distinctions
- En 1964, il remporte le championnat universitaire d'athlétisme (1 500 mètres).
- Le 20 novembre 1966, il réussit l'exploit de marquer cinq buts au cours d'une seule rencontre, contre l'Union sportive monastirienne (score final de 6-1).